# Філологія
Філоло́гія (грец. φιλολογία; від грец. φίλος — любов і грец. λόγος — слово, учення) — сукупність (єдність) гуманітарних наук: мовознавства, літературознавства, фольклористики, текстології, джерелознавства, риторики, палеографії тощо, які вивчають духовну культуру певного народу чи цивілізації через мовний і стилістичний аналіз літературних та інших пам'яток. Головним предметом її досліджень є текст, а метою — його коментар та інтерпретація.
Філологія вивчає насамперед культуру доби Ренесансу й гуманізму. Спершу вона прикладалася до комплексного вивчання класичних (грецьких, римських) текстів. У зв'язку з дедалі вужчою спеціалізацією науковців і з розвитком нових методів і течій у мовознавстві 20 століття (алгебраїзація, техніцизація, деісторизація тощо) помічається тенденція до їх відриву від філології, в якій залишається лише традиційне (порівняльно-історичне, гуманітарне, культурне) мовознавство.
В Україні довше, ніж на Заході, тривала гуманістична єдність філології та її зв'язок з історією. Ті самі люди часто працювали в різних ділянках філології та історії (наприклад, Олександр Потебня, Омелян Огоновський, Павло Житецький, Володимир Перетц, Михайло Грушевський, Агатангел Кримський, Іларіон Свєнціцький, Михайло Возняк). Цю традицію продовжували на еміграції Дмитро Чижевський, Юрій Шевельов, Омелян Пріцак, Ігор Шевченко та ін. Близькість української філології до історії маніфестувалася в інституційному зв'язку між ними (порівняйте назви Історико-філологічний відділ Української академії наук, Історико-філологічний інститут князя Безбородька у Ніжині).